# Згурець Сергій Григорович
Згурець Сергій Григорович (нар. 1968, Львів) — український журналіст, військовий експерт. Автор наукових видань, присвячених військово-промисловому комплексу України, директор інформаційно-консалтингової компанії Defense Express, головний редактор однойменного журналу. Член правління ГО «Ліга оборонних підприємств України».
Автор та видавець багатотомної науково-популярної серії «Зброя України».

## Біографія
Народився у Львові у 1968 р.
У 1985—1989 роках навчався у Львівському військово-політичному училищі за фахом військова журналістика. Після випуску службу проходив у Сибірському військовому окрузі. У 1991—1992 роках — кореспондент газети ППО «Страж неба» (м. Новосибірськ, РРФСР).
Після розпаду СРСР повернувся до України, де у 1992—1994 роках проходив службу як кореспондент у газеті Міністерства оборони України «Народна армія».
З жовтня 1994 року — заступник начальника відділу будівництва та розвитку Збройних сил України.
У червні 1996 року стажувався на курсах професійного досвіду Радіо «Свобода». Тривалий час працював військовим оглядачем Радіо «Свобода» та загальноукраїнської газети «День». Пройшов навчання у Школі управління ім. Дж. Кеннеді Гарвардського університету США (2003 р.).
З 2001 р. є засновником та головним редактором щомісячного журналу Defense Express «Експорт зброї та оборонний комплекс України». Автор та співавтор наукових видань, довідників та книг, що присвячені оборонно-промисловому комплексу України, тенденціям на світовому ринку озброєнь, розробці, виробництву та експорту військової техніки. Серед книжок на цю тему: «Культ: Оружейный бизнес по-украински», «Синдикат», «Техносила», «Арсенал України. Танки», «Арсенал України. Ракети» тощо.

## Вплив
В Україні Сергій Згурець визнаний як військовий експерт. Про це, зокрема, повідомляють Радіо «Свобода», Укрінформ, Армія FM, Український мілітарний портал.

## Праці
- Шлях до НАТО: вимір безпеки. Лідери думок — про євроатлантичну інтеграцію України : науково-популярне видання / В. В. Бадрак, С. Г. Згурець, М. М. Самусь, О. О. Набоченко. — К. : [б. в.], 2006. — 222 с. : іл.
- Автор та видавець багатотомної науково-популярної серії «Зброя України» («Оружие Украины»).

## Нагороди та відзнаки
- 1995 — почесна нагорода Спілки журналістів України за краще висвітлення військової тематики;[3]
- відзнаки МО за співпрацю з цивільними мас-медіа;[3]

### Інтерв'ю
- Надія Майна, Сергій Згурець: Росія використовує Донбас для утилізації застарілої зброї і випробування нової [Архівовано 11 жовтня 2019 у Wayback Machine.] // glavred.info, 20 лютого 2018
- Сергій Згурець: Навіть перебуваючи на етапі розробки, зброя веде певну інформаційну війну [Архівовано 11 жовтня 2019 у Wayback Machine.] // armyfm.com.ua, 17 квітня 2019